# Bünsdorf
Bünsdorf est une municipalité allemande située dans le land du Schleswig-Holstein et dans l'arrondissement de Rendsburg-Eckernförde.

## Personnalités
- Ferdinand Theodor Dose (1818-1851), peintre allemand né à Bünsdorf.